# Sant Joan Baptista de la Vilella Baixa
Sant Joan Baptista de la Vilella Baixa és una església barroca del municipi de la Vilella Baixa (Priorat) protegida com a bé cultural d'interès local.

## Descripció
Edifici de tres naus, la central més alta que les laterals. El creuer no està marcat en alçat, i està cobert amb una cúpula a la intersecció. La nau central està coberta amb volta de canó amb llunetes i les laterals, amb volta de creueria. Destaca el fris que recorre tota la nau central, just on arrenca la volta. El presbiteri està sobrealçat i tancat per un absis de tres costats.
L'interior està enguixat i conté dos altars, un de dedicat a la Mare de Déu, datat el 1857 i un altre de data imprecisa dedicat a la Dolorosa.
L'única decoració és la porta de pedra, d'arc de mig punt i decorada amb dues pilastres i volutes exteriors. A sobre de l'arc hi ha una petita fornícula que guarda la imatge de Sant Joan Baptista. La construcció és de paredat amb carreus de pedra grans i ben escairats als angles. Al costat esquerre dels peus hi ha una torre campanar feta de maó.

## Història
A la porta consta la data de 1780, any de la construcció. Aquesta parròquia es feu alhora que la majoria d'esglésies del Priorat. Darrere l'absis hi ha el que fou l'antic cementiri del poble, avui abandonat. Durant la Guerra Civil hi hagué una crema d'altars, però els dos que avui es conserven, en ser d'obra, no pogueren ésser desmuntats.